# الصحف القومية
الصحف القومية هي الصحف التي تقوم الدولة بإدارتها و تمويلها و تعيين رؤساء تحريرها و هي تعبر عن رأي الحكومة و سياستها.

## بعض الصحف والمجلات القومية المصرية
تم يوم 28 يونيو 2014 اختيار رؤساء تحرير الصحف القومية من قبل المجلس الأعلى للصحافة برئاسة جلال عارف
| اسم الإصدار       | النوع         | رئيس التحرير     | المؤسسة التابعة لها |
| ----------------- | ------------- | ---------------- | ------------------- |
| صحيفة الأهرام     | جريدة يومية   | محمد عبد الهادي  | مؤسسة الأهرام       |
| الأهرام المسائي   | جريدة يومية   | علاء ثابت        | مؤسسة الأهرام       |
| الأهرام الاقتصادي | مجلة          | عماد غنيم        | مؤسسة الأهرام       |
| الشباب            | مجلة شهرية    | محمد عبد الله    | مؤسسة الأهرام       |
| نصف الدنيا        | مجلة          | أمل فوزي         | مؤسسة الأهرام       |
| علاء الدين        | مجلة          | ليلي الراعي      | مؤسسة الأهرام       |
| الأهرام العربي    | مجلة          | علاء العطار      | مؤسسة الأهرام       |
| البيت             | مجلة          | عزة الحسيني      | مؤسسة الأهرام       |
| لغة العصر         | مجلة          | نبيل الطاروطي    | مؤسسة الأهرام       |
| الديمقراطية       | مجلة          | هناء مصطفى       | مؤسسة الأهرام       |
| التعاون           | مجلة          | محمد غانم        | مؤسسة الأهرام       |
| السياسة الدولية   | مجلة          | أحمد ناجي قمحة   | مؤسسة الأهرام       |
| المجلة الزراعية   | مجلة          | عصام محب         | مؤسسة الأهرام       |
| الأهرام الرياضي   | مجلة          | خالد توحيد       | مؤسسة الأهرام       |
| الأهرام ويكلي     | جريدة أسبوعية | جلال نصار        | مؤسسة الأهرام       |
| الأهرام إبدو      | جريدة أسبوعية | فواد سمير        | مؤسسة الأهرام       |
| ديوان الأهرام     |               | إبراهيم داود     | مؤسسة الأهرام       |
| جريدة الأخبار     |               | ياسر رزق         | مؤسسة الأخبار       |
| أخبار اليوم       | جريدة يومية   | السيد النجار     | مؤسسة الأخبار       |
| آخر ساعة          | مجلة          | محمد عبد الحافظ  | مؤسسة الأخبار       |
| كتاب اليوم        |               | علاء عبد الوهاب  | مؤسسة الأخبار       |
| أخبار الحوادث     |               | ممدوح الصغير     | مؤسسة الأخبار       |
| أخبار النجوم      | مجلة أسبوعية  | عمر الخياط       | مؤسسة الأخبار       |
| أخبار الرياضة     | جريدة         | ِأيمن بدرة        | مؤسسة الأخبار       |
| أخبار الأدب       | جريدة         | طارق الطاهر      | مؤسسة الأخبار       |
| أخبار السيارات    | مجلة          | شريف خفاجى       | مؤسسة الأخبار       |
| أبطال اليوم       | مجلة          | هويدا حافظ       | مؤسسة الأخبار       |
| اللواء الإسلامي   | جريدة         | عبد المعطي عمران | مؤسسة الأخبار       |
| جريدة الجمهورية   | جريدة يومية   | عبد الرازق توفيق | مؤسسة دار التحرير   |

- صحيفة الأهرام التابعة لمؤسسة الأهرام.
- صحيفة الأخبار التابعة لدار أخبار اليوم.
- صحيفة الجمهورية.
- صحيفة روزاليوسف.

## مصداقيتها
في ثورة 25 يناير المصرية كانت الصحف القومية تشن هجوما حادا علي المتظاهرين و تصفهم بالعمالة و تخونهم و تسئ اليهم و تجمل في صورة الحكومة و رئيس الجمهورية.